# Moneuptychia soter
Moneuptychia soter är en fjärilsart som beskrevs av Butler 1877. Moneuptychia soter ingår i släktet Moneuptychia och familjen praktfjärilar. Inga underarter finns listade i Catalogue of Life.